# Talsperre Schönbrunn
Die Talsperre Schönbrunn liegt im südlichen Thüringer Wald in der Gemeinde Schleusegrund (Landkreis Hildburghausen, Thüringen). Sie wurde 1977 in Betrieb genommen. Die Talsperre liegt etwa 20 Kilometer südlich von Ilmenau und 15 Kilometer nordöstlich von Schleusingen. Gestaut wird der Fluss Schleuse.

## Nutzung
Die Talsperre dient der Trinkwasserversorgung in der Region Suhl, Hildburghausen, Ilmenau, Meiningen und Schmalkalden sowie dem Hochwasserschutz. Aus der Talsperre Schönbrunn werden 230.000 Verbraucher in Südthüringen mit täglich rund 27.000 m³ Trinkwasser versorgt. Die Talsperre gehört der Thüringer Fernwasserversorgung.

## Hydrologie
Das Einzugsgebiet der Talsperre umfasst eine Fläche von 30,2 km². Es besteht zu 88 % aus Mischwald, im oberen Teil dominieren Viehweiden. Mit Höhenlagen um 800 m ü. NN stellt die Kammlage des Mittelgebirges als natürliche Wasserscheide die nördliche Begrenzung des Einzugsgebietes dar. Das im oberen Schleusetal vorhandene Einzugsgebiet, welches  einen mittleren Jahresniederschlag von 1060 mm hat, und die durch das atlantisch-ozeanische Klima bewirkten hohen Abflusswerte (gesamter mittlerer Abfluss: 0,71 m³/s) bieten günstige Voraussetzungen für die Anlage einer Trinkwassertalsperre. Die mittlere Jahresabflusssumme beträgt 22,3 Mio. m³. Die Talsperre wird von den größeren Zuflüssen (Böse) Schleuse, Tanne, Gabel und Tränkbach sowie von einer Vielzahl von kleineren Bächen gespeist. Hierzu gehören die Zuflüsse Eselsbach, Kleiner Gabelbach, Haschbach, Schulbach, Märtersbach und Schwefelbach.

## Geologie
Der Untergrund des Talsperrenraumes besteht aus algonkischem Schiefer (ältestes Gestein im Thüringer Wald). Dieser gehört zur Kernzone des Schwarzburger Sattels in den Katzhütte Schichten. An mehreren Stellen ist der Schiefer durch Eruptivgesteinsgänge (Syenitporphyr, Porphyrit) durchsetzt, wodurch der angrenzende Schiefer kontaktmetamorph verändert wurde. Durch tektonische Beanspruchung des algonkischen Sediments entstand geschiefertes Sedimentgestein. Dieses wurde so verändert, dass ein geklüfteter und geschieferter Zustand vorliegt. Im Bereich der Eruptivgänge sind keine Klüfte vorhanden. Schiefer, der keine Kontaktbeeinflussung hatte, liegt als grau / dunkelgraues Gestein vor. Vorherrschend ist Tonschiefer von feinem Korn mit eingelagerter Grauwacke. Diese tritt jedoch nur selten auf. Das anstehende Gestein aus Tonschiefer wird an der Basis von Sandstein, Brekzien, Konglomeraten und im Hangenden von Feinsandstein begrenzt. Teilweise fallen diese Schichten der Goldisthaler Gruppe steil ein und erreichen Mächtigkeiten von bis zu 600 m.

## Staudamm
Der Staudamm der Talsperre ist ein Steinschüttdamm mit Asphaltbetonaußendichtung. Die Gesamtfläche der Außendichtung beträgt 22.000 m². Der Dichtungskörper (Gesamtdicke 30 cm) ist aus einer bituminösen Tragschicht mit einer unteren und oberen Dichtungsschicht und dazwischen liegendem Dränelement sowie mit einer Oberflächenversiegelung, die als Oberflächenschutz des Dichtungskörpers dient, ausgeführt.
Der Stützkörper des Absperrbauwerkes besteht  aus Tonschiefer (0–400 mm) der Goldisthaler Gruppe, der in unmittelbarer Nähe aus einem Steinbruch im Stauraum gewonnen wurde. Am luftseitigen Dammfuß ist ein Filter mit einer Steinschüttung (200/400/700 mm) eingebaut. Dieses Konstruktionselement ist für die Standsicherheit des Dammes von großer Bedeutung. Es hat die Aufgabe, das Grund- und Sickerwasser unter dem Damm zu fassen und kontrolliert abzuführen. Weiterhin soll eine günstige Beeinflussung der Wasserströmung im Dammkörper ermöglicht werden. Damit ist eine wesentliche Erhöhung der Standsicherheit gegenüber Grund- und Böschungsbruch verbunden. Auf der luftseitigen Dammböschung wurden mehrere Bermen angelegt. Die Luftseite erhielt einen Mutterbodenauftrag und wurde zum Teil bepflanzt. Der Untergrund des Steinschüttdammes wird durch einen zweireihigen Dichtungsschleier abgedichtet. In der Talaue reicht der Injektionsschleier bis 40 m in den Untergrund hinein; an den Hängen wurde eine Verpresstiefe von mindestens 25 m vorgesehen.
Die Talsperre hat eine Vorsperre.

## Entnahmeanlagen

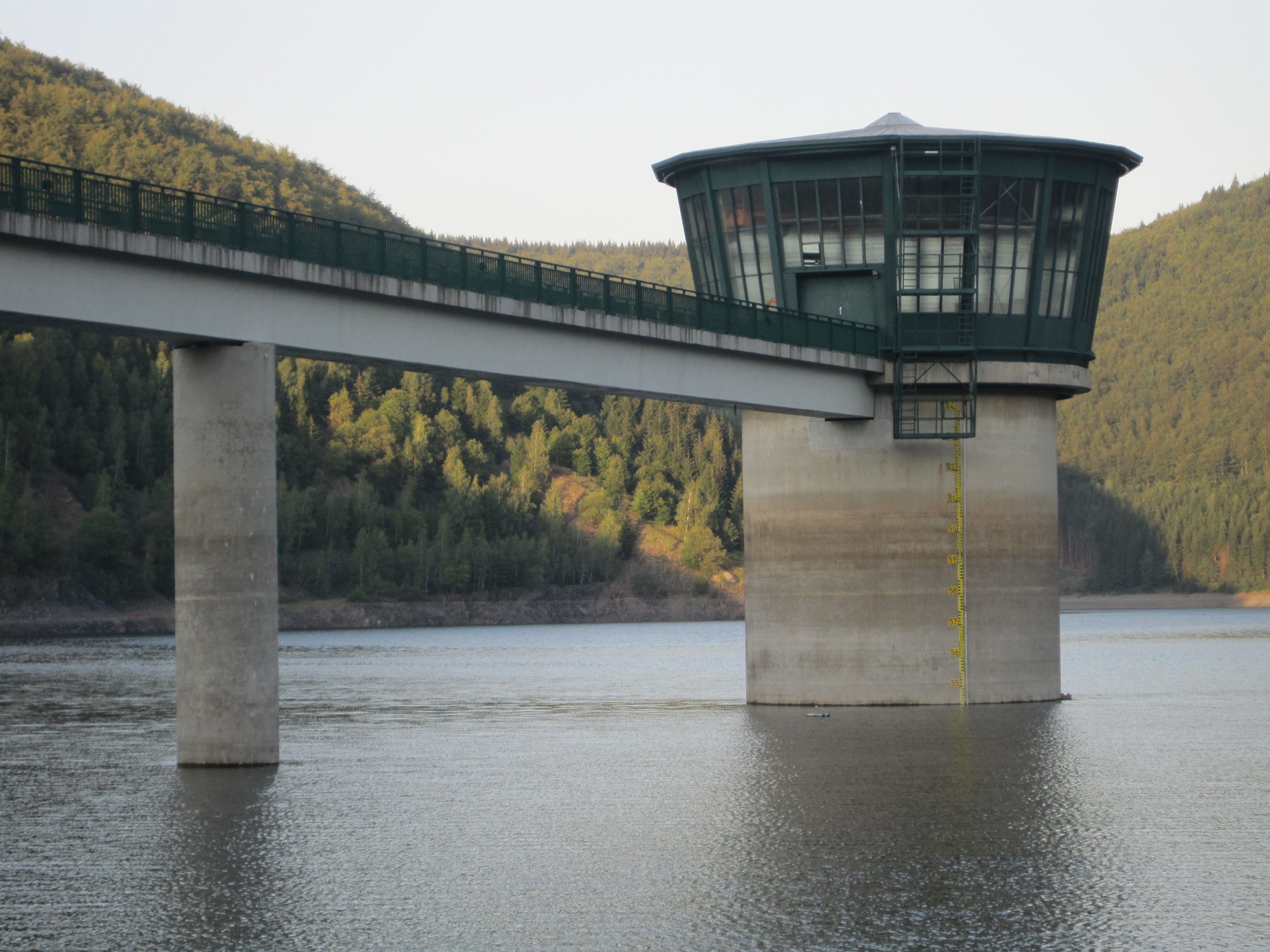
Rohwasserentnahmeturm

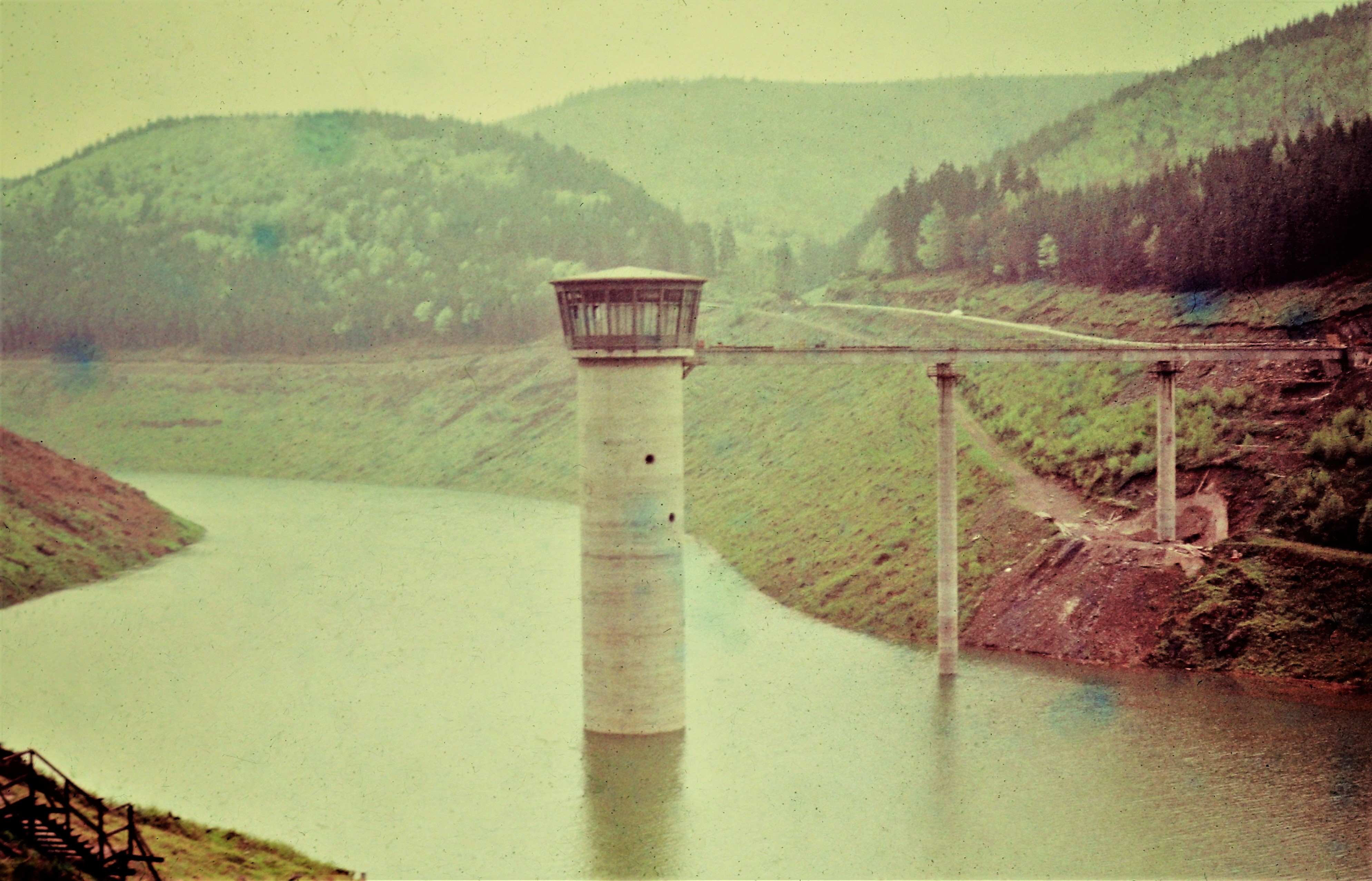
Rohwasserentnahmeturm 1976

Die Wasserentnahme für die Trinkwasseraufbereitung erfolgt über einen Rohwasserentnahmeturm, der nach der Gleitbautechnologie mit einer Gesamthöhe von 76 m ausgeführt wurde. Der Turm wurde als sogenannter Nassturm im Zwei-Kammer-System konzipiert. Damit besteht die Möglichkeit, auch bei Höchststau der Talsperre den Turm für Reparaturzwecke ganz oder teilweise zu entleeren. Durch die Zwischenwand kann gleichzeitig die Rohwasserbereitstellung über eine Kammer aufrechterhalten werden. Die Entnahme erfolgt hierbei über acht Rohwassereinläufe DN 800, die in unterschiedlicher Höhe angeordnet sind. Die Steuerung der Entnahmehöhen wird über Siphons mittels Druckluft realisiert. Der gesamte Turm selbst steht auf einem 12,40 m hohen Sockelfundament. Dieses wurde auf einer 1,95 m dicken Stahlbetonplatte aufgesetzt.
Dem Sockelfundament vorgelagert ist das Einlaufbauwerk des Grundablasses der Talsperre. Am Einlaufbauwerk sind Horizontal- und Vertikalrechen angeordnet. Hier besteht außerdem die Möglichkeit, den Zulauf durch Notschütze abzusperren. Im Turmfuß sind zwei Grundablassrohre DN 1200 eingebunden, die in der Schieberkammer auf DN 1000 reduziert werden. Die Grundablassleitungen sowie die Rohwasserleitung DN 600 werden durch das Sockelfundament in die anschließende Schieberkammer geführt, wo sie durch einen nachgelagerten Stollen im luftseitigen Schieberhaus mit Tosbecken enden. Rohwasser- und Grundablassleitungen werden zwischen Turmsockel und Schieberkammer durch Mantelrohre geschützt. Die Absperrung der Rohrleitungen erfolgt wasserseitig durch Klappen in der Schieberkammer, die Regelung der Grundablässe im Schieberhaus durch Ringkolbenventile DN 800, die in das Tosbecken ausblasen. Bei Vollstau der Talsperre können die Grundablässe jeweils 6,2 m³/s abführen. Das Rohwasser wird vom Schieberhaus über zwei Rohrleitungen DN 800 zur Wasseraufbereitung  transportiert. Das Wasserwerk befindet sich unmittelbar unterhalb der Sperrstelle der Talsperre.
Der Zugang zum Entnahmeturm wird über eine 130 m lange Brücke ermöglicht. Der Überbau der Brückenkonstruktion wurde als Hohlkastenprofil konzipiert. Die Brücke selbst wird durch zwei 50 m bzw. 25 m hohe Stahlbetonpfeiler abgestützt. Bei der Errichtung der Zugangsbrücke kam es zur Erstanwendung des Taktschiebeverfahrens in der DDR.

## Hochwasserentlastungsanlage

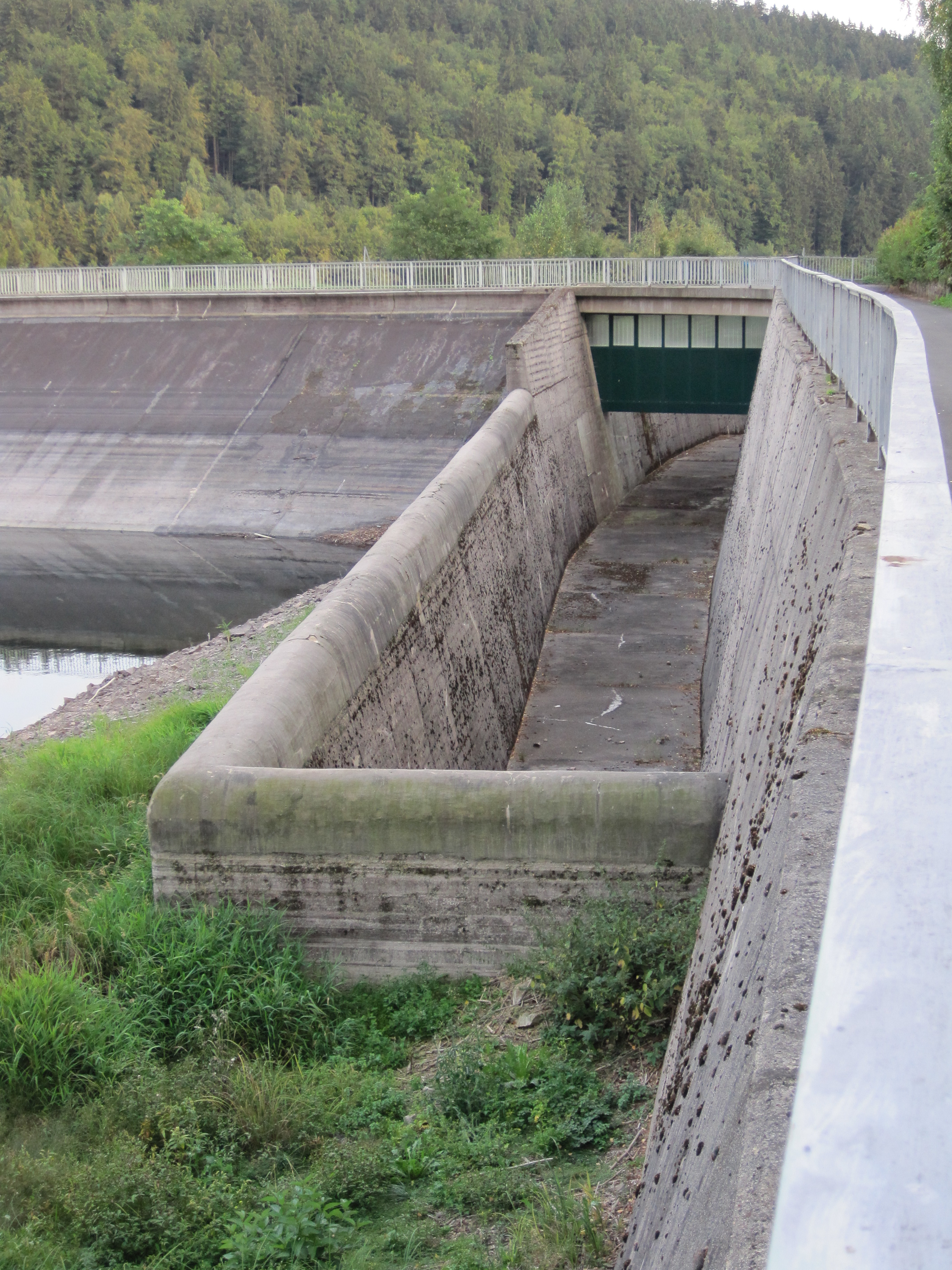
Einlaufbauwerk der Hochwasserentlastungsanlage

Die Hochwasserentlastungsanlage besteht aus einem am rechten Hang angeordneten Einlaufbauwerk, einem 40 Meter langen festen Überlauf mit Sammelrinne, einer Schussrinne und einem separaten Tosbecken, um das Wasser im Hochwasserfall schadlos abzuführen. Wie bei allen Talsperren ist auch hier die Entlastungsanlage für ein Bemessungshochwasser ausgelegt, welches statistisch alle 1000 Jahre eintreten kann (HQ 1000).

## Vorsperre

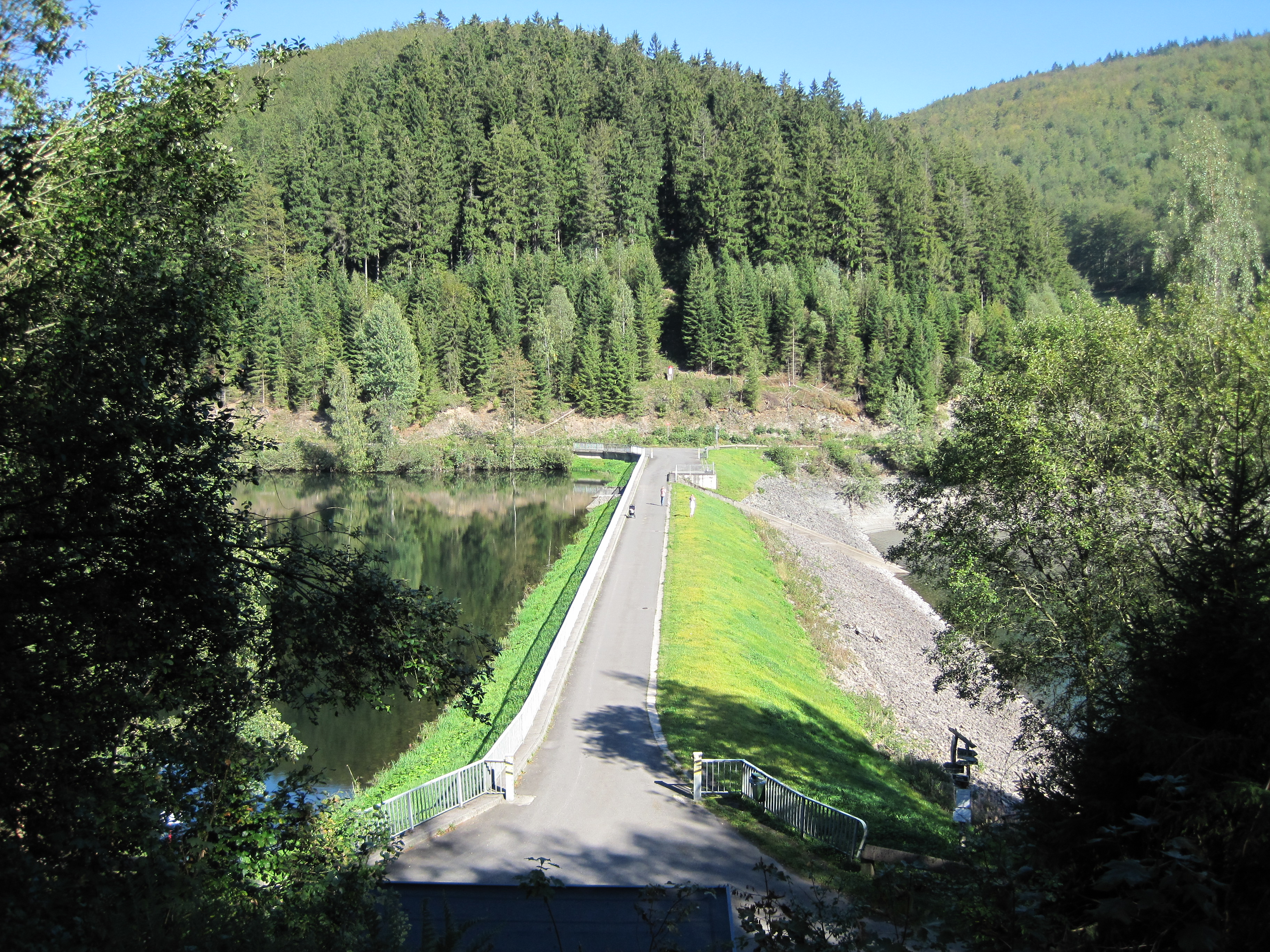
Vorsperre Schleusegrund

In der Projektierungsphase der Talsperre Schönbrunn wurden zunächst zwei Vorsperren vorgesehen. Zur Ausführung kam aber nur die Vorsperre Schleusegrund. Eine im Tannengrund geplante Vorsperre wurde nicht realisiert. Aufgrund einer komplexen Hangbewegung im Bereich Pfaffkopf musste der ursprünglich vorgesehene Standort der Vorsperre im Schleusetal verlegt werden, da der Standort in einem rutschungsgefährdeten  Bereich lag. Das Dammbauwerk im Schleusegrund dient vorrangig der Verbesserung der Wassergüte des Talsperrenzuflusses. Dies kann durch Geschieberückhaltung (Sedimentation mineralischen und organischen Materials) sowie Nährstoffelimination im Zufluss erreicht werden. Ohne die Vorsperre würde die Stauwurzel des Speichersees der Hauptsperre bei sehr niedrigen Wasserständen trockenfallen. Im Regelfall wird die Vorsperre so betrieben, dass der Wasserstand im Stauraum konstant gehalten wird (ein im Überlauf betriebenes Staugewässer), auch wenn der Stauraum der Hauptsperre große Wasserstandsschwankungen erfährt.
Technische Daten:
| Höhe über Gründungssohle   | 24,25 m      |
| Höhe über Talsohle         | 20,50 m      |
| Kronenlänge                | 165,00 m     |
| Kronenbreite               | 4,70 m       |
| Dammböschung, wasserseitig | 1:2,5        |
| Dammböschung, luftseitig   | 1:2,5        |
| Bauwerksvolumen            | 75.000 m³    |
| Stauraum                   | 0,74 Mio. m³ |

## Mess- und Kontrolleinrichtungen

### Talsperre
Ein wichtiges Kontrollelement bei der Talsperrenüberwachung sind die geodätischen Deformationsmessungen. Neben hydrostatischen und geometrischen Nivellements kommen auch trigonometrische Lagemessungen sowie das geometrische Alignement zur Anwendung. Es werden an allen festen Bauwerksteilen vertikale und horizontale Verschiebungen erfasst. Einbezogen werden dabei Messpunkte in der Dammgründung, im Kontrollgang, im Grundablassstollen, auf der Dammkrone, auf den Bermen sowie an Bedienungssteg und Entnahmeturm. Im Kontrollgang des Hauptdammes werden die Feldfugenbewegungen mit einer Bügelmessschraube überwacht. Die Neigung des Wasserentnahmeturms kann mit einem Schwimmlot überprüft werden. Weiterhin werden hydrometrische Messungen durchgeführt. Hierbei wird im Wesentlichen der Sohlwasserdruck erfasst. Diese Messungen dienen der Erkennung eines möglichen Auftriebs des Staudammes. Nach technischen Vorgaben muss der Druck von der Wasserseite hin zur Luftseite auf ein vordefiniertes Maß abnehmen. Die Messung des Sickerwasseranfalls aus der Dammgründung, der Außenhautdichtung, den Kontrollgangfugen und die Messung von Grund- und Kluftwasserständen am Dammfuß bzw. in den Dammkehlen erweitern das umfangreiche Mess- und Kontrollprogramm. Der Sickerwasseranfall aus der Außenhautdichtung wird über 70 Sickerwassermessstellen abgegriffen, über eine Abflussrinne gesammelt und gemessen. Setzungsmessungen werden mittels Freiberger Schlauchbolzenwaage durchgeführt. Es konnte festgestellt werden, dass sich die Dammkrone seit 1975 um 12 cm gesetzt hat. Diese Setzungserscheinungen beruhen auf Konsolidationsprozessen nach der Verdichtung der Dammschüttung. Durch bodenmechanische Berechnungen konnte die zu erwartende Setzung schon während der Bauphase der Talsperre recht gut vorhergesagt werden. Die heute noch gemessenen Bewegungen von etwa 1 mm pro Jahr resultieren aus dem Eigengewicht des Bauwerks (Abklingphase).

### Hangbewegung
1967 wurden im Zuge der geologischen Untersuchungen im Stauraum der Talsperre mehrere bewegungsaktive Hangareale festgestellt. Für den sicheren Talsperrenbetrieb hat die Hangbewegung Gabel die größte Bedeutung. Hier liegt die weitaus komplizierteste Rutschung im Stauraum. Der Rutschhang selbst hat ein Gesamtvolumen von 4,8 Mio. m³ bei einer mittleren Mächtigkeit von 22 m bis 25 m. Die Hangbewegung erstreckt sich von der Talsohle der Schleuse bis in die Höhenlage des Gebirges und überwindet dabei einen Höhenunterschied von 200 m.
Die im Stauraum gelegenen bewegungsaktiven Hangareale, hier speziell die Hangbewegung Gabel, werden durch umfangreiche Überwachungsmessungen kontrolliert. Hier kommen geodätische Deformationsmessungen, Extensometermessstrecken, Inklinometer, geophysikalische, meteorologische und hydrometrische Messverfahren zum Einsatz. Die Extensometermessungen können als Frühwarnsystem des Überwachungskonzeptes der Hangbewegung  angesehen werden.
In Zusammenarbeit mit dem damaligen Zentralinstitut für Physik der Erde der Akademie der Wissenschaften der DDR in Potsdam wurde ein komplexes seismologisches Gutachten zum Raum Frauenwald-Schönbrunn erarbeitet. In Auswertung der Ergebnisse der Untersuchungen geht man davon aus, dass die Seismizität für das Gebiet als gering einzustufen ist. Für ein einhundertjähriges Erdbebenereignis wird eine maximale Intensität von 5 Grad (MSK-Skala) angegeben. In der Folge des bergbauinduzierten seismischen Ereignisses vom 13. März 1989 im VEB Kalibetrieb Werra in Merkers wurden die Hangbereiche einer vertiefenden Untersuchung unterzogen, um die Auswirkungen des Gebirgsschlages festzustellen. Auch die seismische Beeinflussung des Standortgebietes von induzierten Ereignissen im Werragebiet ist von untergeordneter Bedeutung für die Hangstabilität.

Hangbewegung Gabel
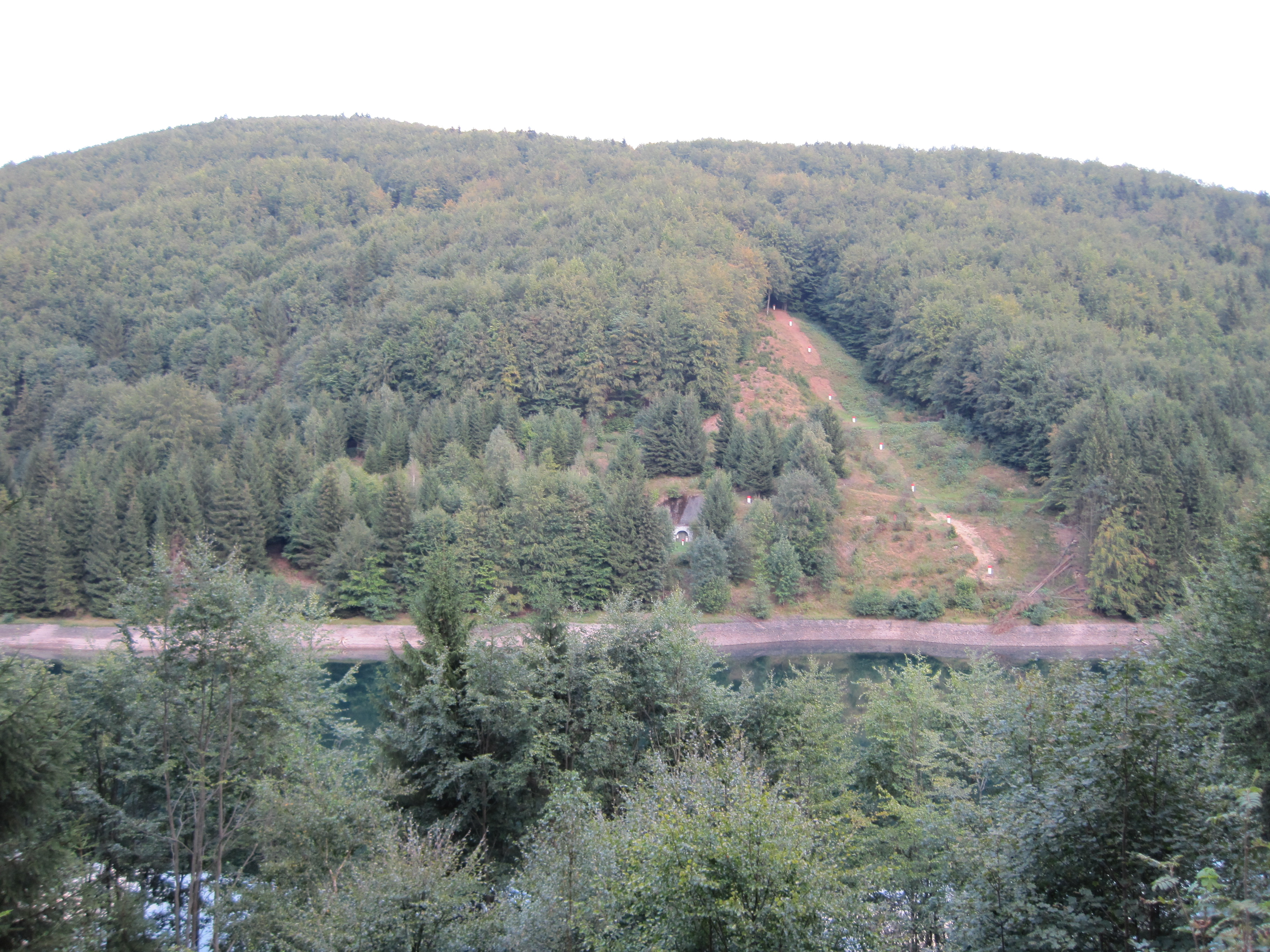
Gesamtansicht
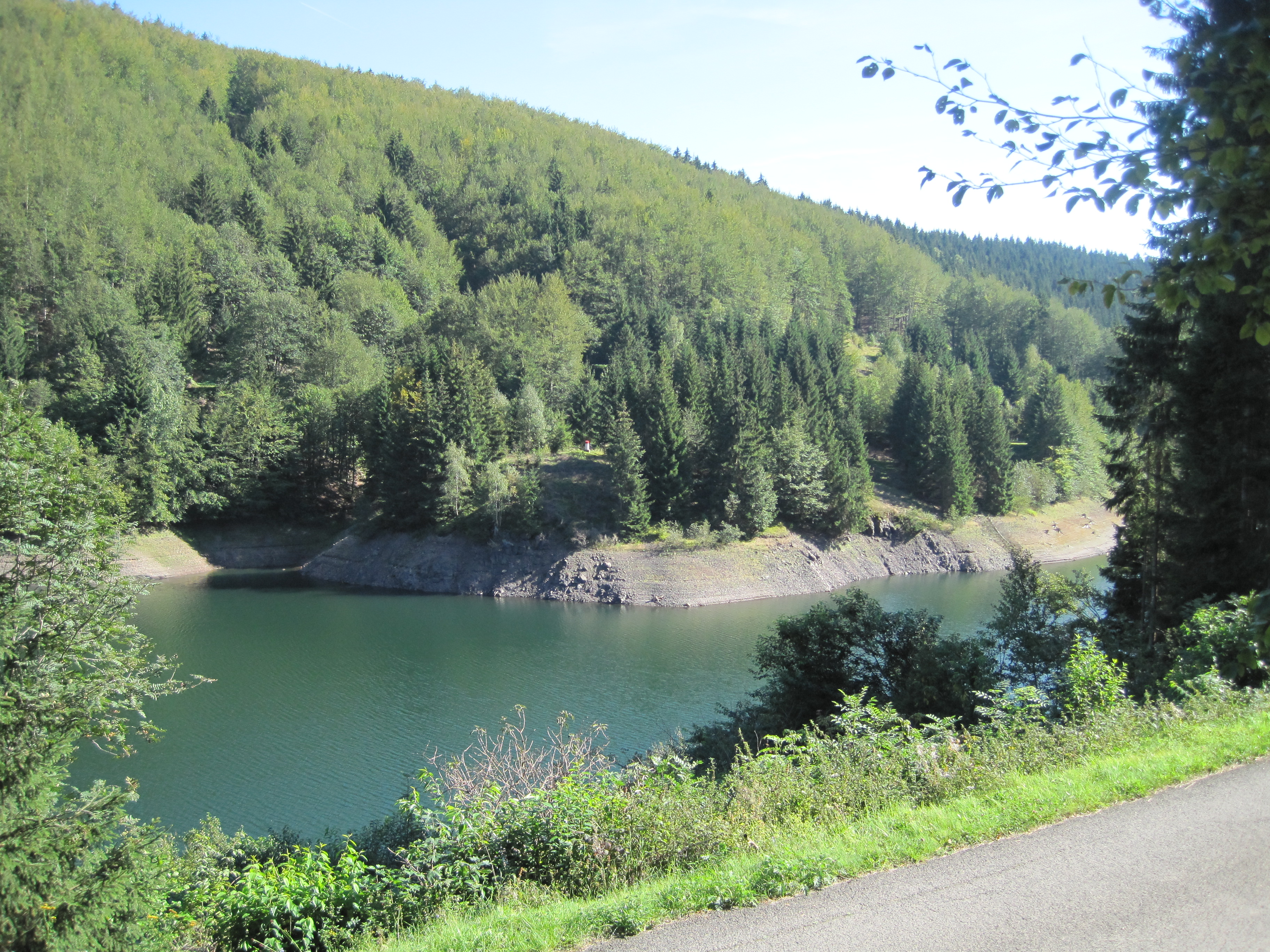
… mit dem vorgelagerten Akkumulationsbereich Pfaffkopf
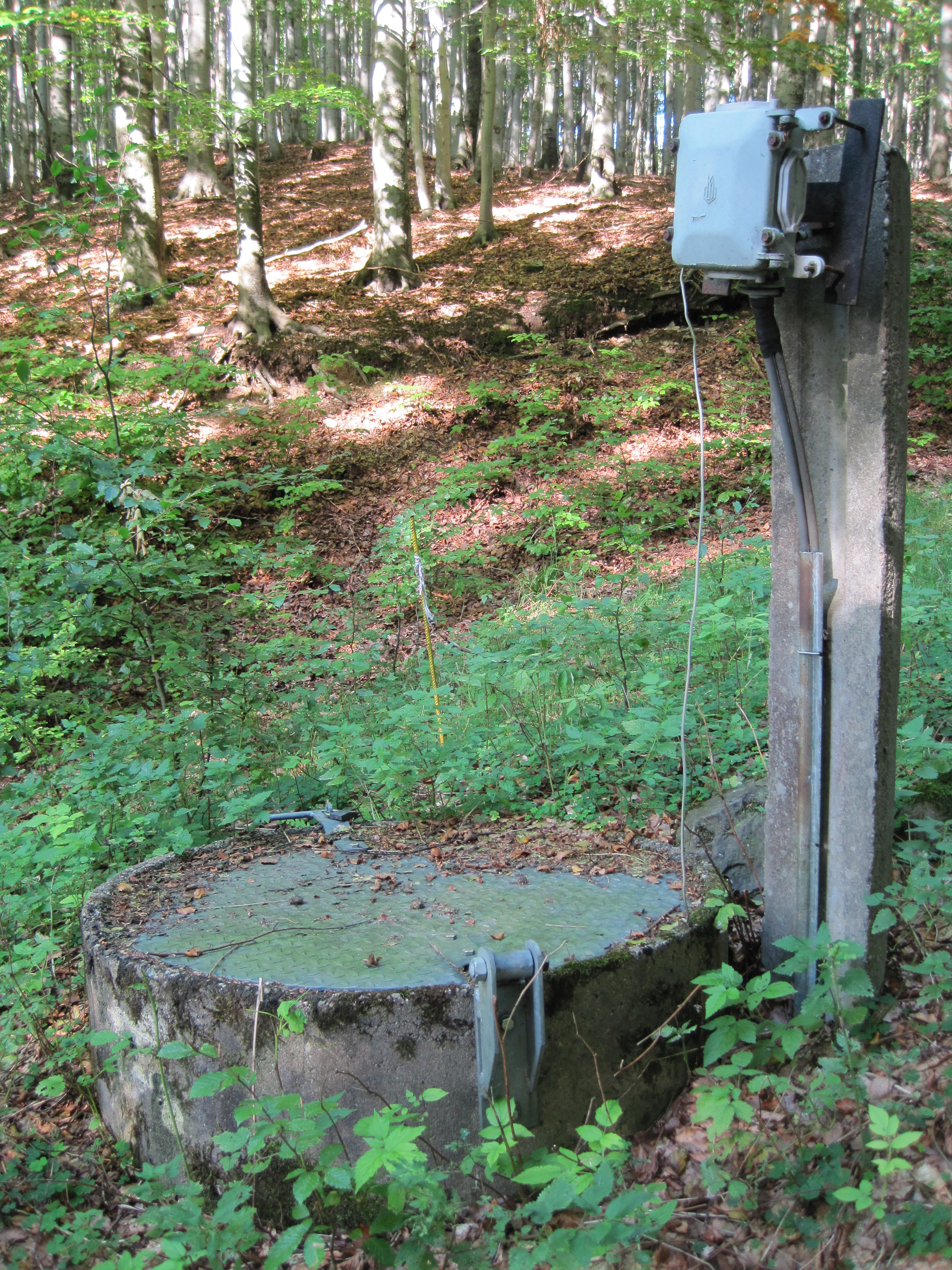
Schacht einer Extensometerteilstrecke

## Ausführung
Die Planung der Talsperre erfolgte durch die Projektierung Wasserwirtschaft Erfurt und Dresden (VEB PROWA). Bei der Planung wurden wesentliche Vorgaben der zuständigen Wasserwirtschaftsdirektion (WWD) Werra-Gera-Unstrut (später die Wasserwirtschaftsdirektion Saale-Werra) als Perspektivplanung für die Nutzung und Bewirtschaftung der Talsperre berücksichtigt. Die bauliche Umsetzung des Projektes erfolgte durch den VEB Spezialbaukombinat Wasserbau, Betrieb Talsperrenbau Weimar als Hauptauftragnehmer. Eine Vielzahl von weiteren Spezialbaubetrieben aus der gesamten DDR realisierten wichtige Teilprojekte auf der Baustelle der Talsperre Schönbrunn. Hierzu zählten beispielsweise der Speicherbau Ostharz, Schachtbau Nordhausen, BMK Erfurt, BMK Chemie Halle, Autobahnbaukombinat Weimar, Ingenieurhochbau Berlin sowie der Kraftwerksanlagenbau Dresden.

## Umsiedlung

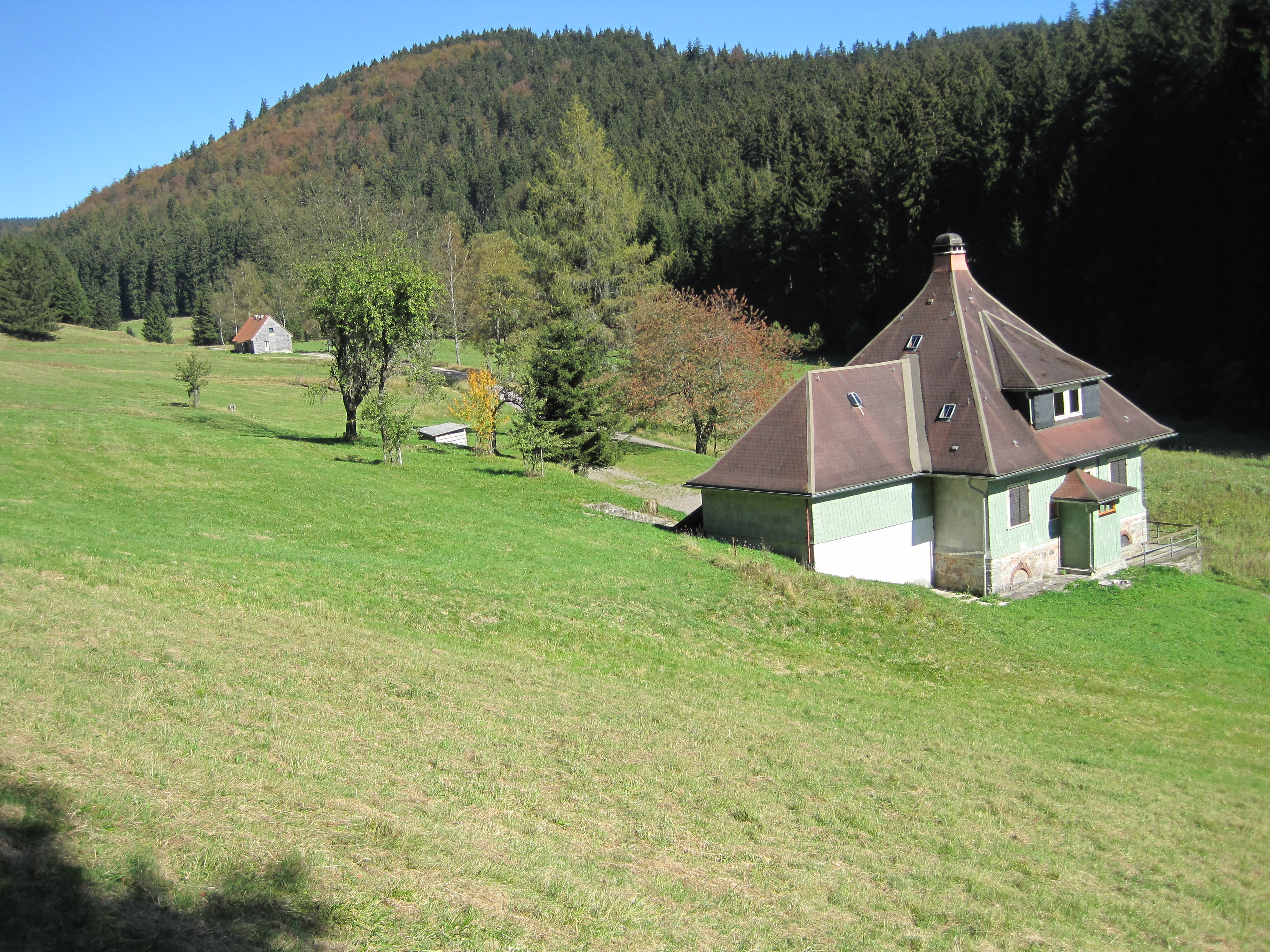
Obergabel

Durch den Talsperrenbau mussten die Ortsteile Unter- und Obergabel sowie die Tannenmühle der Gemeinde Schönbrunn umgesiedelt werden. Des Weiteren wurden die Tränkbachsmühle der Gemeinde Frauenwald und die LPG Neustadt aus dem Stauraum bzw. dem Einzugsgebiet verlegt. Insgesamt wurden 22 Familien umgesiedelt.
Im Oktober 1968 verließen die letzten Bewohner von Gabel ihre Häuser. Noch im Jahre 1969 verlegte man den Friedhof, und im Zeitraum von 1970 bis 1974 wurde der Schönbrunner Ortsteil nahezu komplett abgerissen. Lediglich ein Forsthaus und ein Wohnhaus mit Scheune blieb in Obergabel erhalten. Die Gebäude werden heute durch den Forst genutzt.

## Touristisches
Es gibt einen Rundweg um die Talsperre von 15 km oder 20 km Länge, auf dem man wandern und Rad fahren kann.
Angeln ist an der Talsperre Schönbrunn mit einer Angelkarte erlaubt.

## Bilder

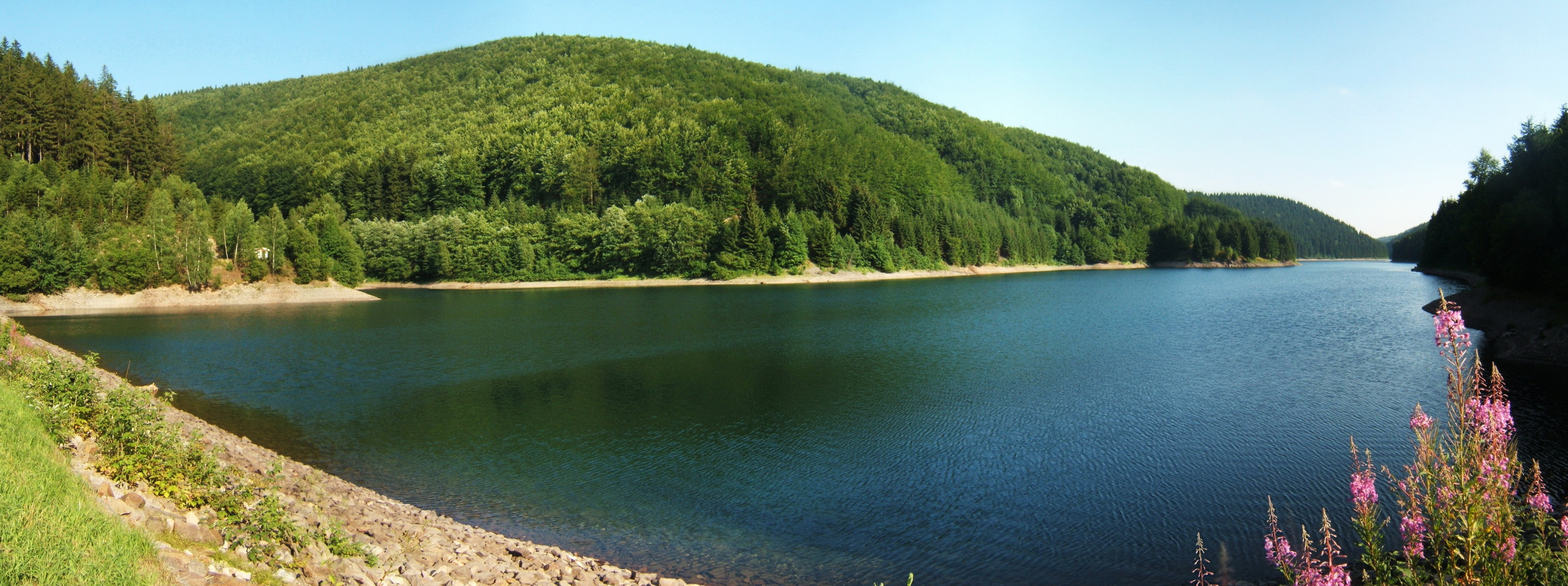
Die Talsperre vom Damm der Vorsperre Schleusegrund aus gesehen
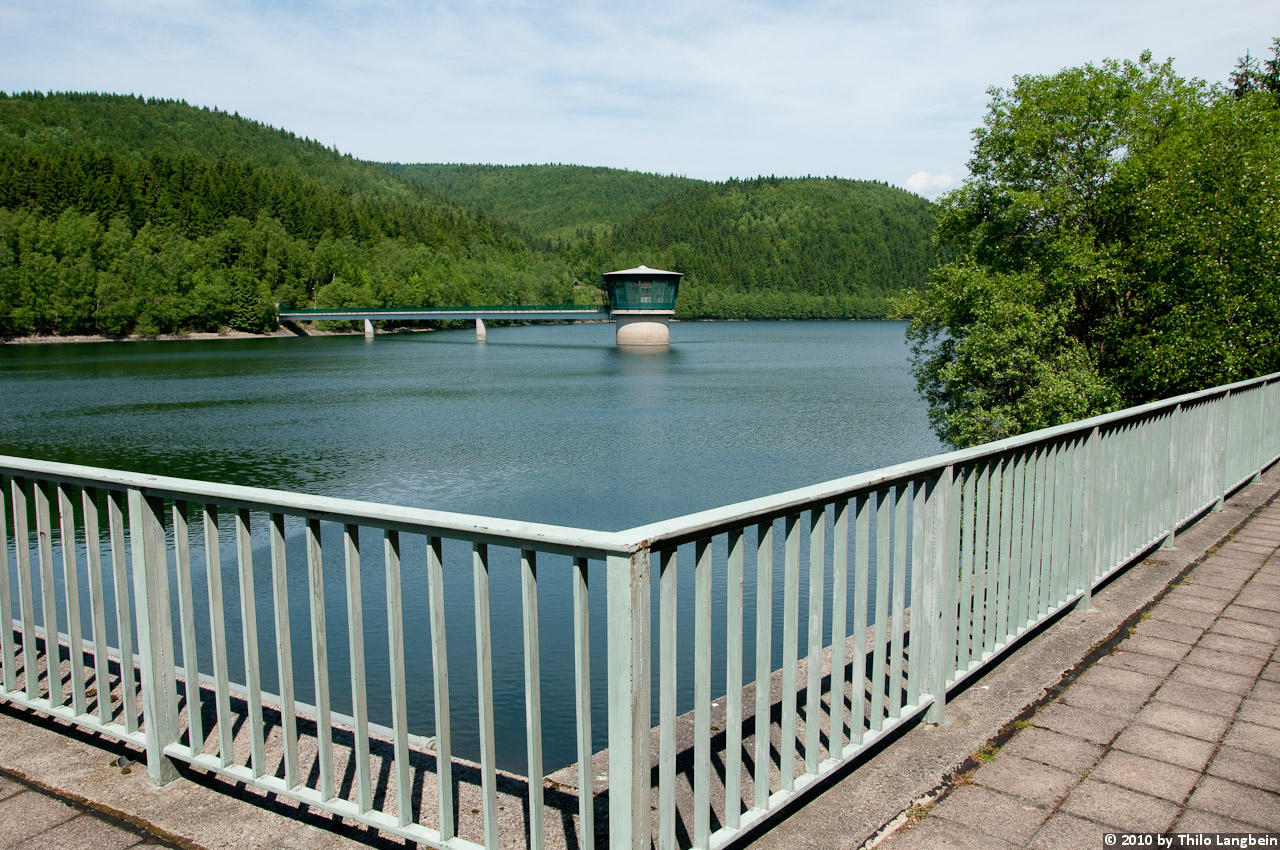
Talsperre Schönbrunn mit Entnahmeturm